# Musaranya maurisca
La musaranya maurisca (Crocidura maurisca) és una espècie de musaranya que es troba a Burundi, el Gabon, Kenya, Ruanda i Uganda.